# Грбови рејона Забајкалске Покрајине
Грбови рејона Забајкалске Покрајине обухвата галерију грбова административних јединица руске покрајине — Забајкалске, са статусом градских округа и рејона, те њихове историјске грбове (уколико их има).
Већина грбова настала је након успостављања Руске Федерације и Забајкалске Покрајине, као њеног саставног субјекта.

## Грбови округа и рејона
- 1 — Грб рејона 
 Агински
- 2 — Грб рејона 
 Акшински
- 3 — Грб рејона 
 Александрово-Заводски
- 4 — Грб рејона 
 Баљејски
- 5 — Грб рејона 
 Борзински
- 6 — Грб рејона 
 Газимуро-Заводски
- 7 — Грб рејона 
 Дуљдургински
- 8 — Грб рејона 
 Забајкалски
- 9 — Грб рејона 
 Каларски
- 10 — Грб рејона 
 Калгански
- 11 — Грб рејона 
 Каримски
- 12 — Грб рејона 
 Краснокаменски
- 13 — Грб рејона 
 Красночикојски
- 14 — Грб рејона 
 Кирински
- 15 — Грб рејона 
 Могојтујски
- 16 — Грб рејона 
 Могочински
- 17 — Грб рејона 
 Нерчински
- 18 — Грб рејона 
 Нерчинско-Заводски
- 19 — Грб рејона 
 Оловјанински
- 20 — Грб рејона 
 Ононски
- 21 — Грб рејона 
 Петровск-Забајкалски
- 22 — Грб рејона 
 Приаргунски
- 23 — Грб рејона 
 Сретенски
- 24 — Грб рејона 
 Тунгиро-Ољокмински
- 25 — Грб рејона 
 Тунгокоченски
- 26 — Грб рејона 
 Уљотовски
- 27 — Грб рејона 
 Хилокски
- 28 — Грб рејона 
 Черњишевски
- 29 — Грб рејона 
 Читински
- 30 — Грб рејона 
 Шелопугински
- 31 — Грб рејона 
 Шилкински

## Историјски грбови
- Грб бивше 
 Читинске области
- Грб бившег 
 Агинског Бурјатског АО